# Thiago Amaral (futebolista)
Thiago Eduardo do Amaral, mais conhecido como Thiago Amaral (São Bento do Sul, 25 de Janeiro de 1992), é um futebolista brasileiro que atua como meia. Atualmente joga pelo Tripoli SC, clube da Lebanese Premier League, no Líbano, com a camisa número 22.

## Carreira

### Categorias de Base
Nascido e criado em São Bento do Sul, Santa Catarina, Brasil, Thiago começou sua carreira futebolística no ano de 2006, aos 14 anos, na categoria Sub-15 do time brasileiro Grêmio. Em 2007, em contratação do Figueirense, mudou-se para Florianópolis, onde permaneceu por pouco mais de um ano. No ano de 2008 assinou com o Coritiba, onde profissionalizou-se.

### Brasil
Em fevereiro de 2009, quando ainda fazia parte do elenco do Coritiba, Thiago passou a fazer parte do elenco profissional do clube. Foi destaque em campeonatos estaduais, nacionais, como a Taça Belo Horizonte de Futebol Júnior e internacionais, como a Copa Chivas. Permaneceu no Coritiba até meados de 2011 quando passou a integrar o elenco do Avaí.
Em 2012, novamente em Curitiba, assinou contrato com o J. Malucelli. No J. Malucelli fez grandes atuações no Campeonato Paranaense.
Nos anos de 2013 e 2014 passou pelo Legião, clube de Brasília, pelo Juventus, de Santa Catarina, VOCEM time do interior de São Paulo e pelo Operário de Várzea Grande, Mato Grosso.

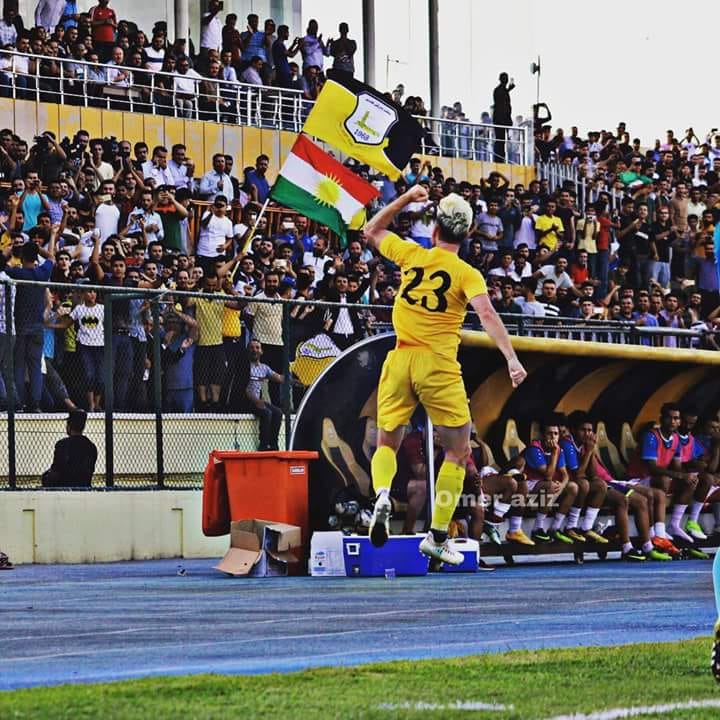
Thiago Amaral - Erbil SC

### Bósnia e Hezergovina
Em 2015 Thiago deixou o Brasil para atuar num time da Europa, mais precisamente na Bósnia e Herzegovina. Lá, assinou contrato para uma temporada com um time da Druga Liga, segunda divisão nacional. No Sloga Ljubuški fez ótimas atuações e marcou 6 gols em 10 jogos oficiais e foi campeão da divisão com três rodadas de antecedência.

### Omã

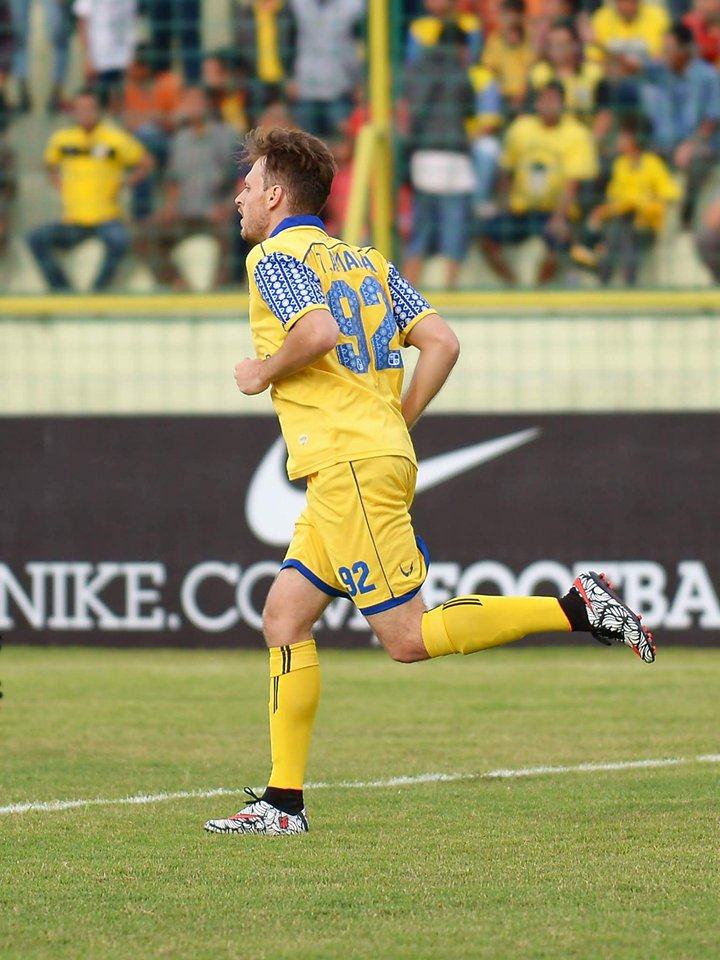
Thiago Amaral - PS Barito Putera 2016

Dia 17 de janeiro de 2016, assinou contrato de uma temporada com um time da elite do futebol de Omã (Sultanato de Omã). Salalah foi o time em que Thiago atuou como titular em todos os jogos subsequentes à sua contatação. O time jogou a primeira divisão nacional, Oman Professional League e disputou entre os finalistas a Sultan Qaboos Cup.

### Indonésia
Em Setembro de 2016 ele parte para a Indonésia, onde passa a fazer parte do time Barito Putera, ampliando ainda mais sua experiência internacional, em um novo continente.

### Retorno ao Brasil
Após grandes temporadas no exterior, em Março de 2017, Thiago volta ao Brasil para fazer parte de um projeto com grandes objetivos do time capixaba Espírito Santo Futebol Clube. O clube disputou o Campeonato Capixaba de Futebol, o Campeonato Brasileiro de Futebol - Série D e a Copa Espírito Santo de Futebol.

### Líbano
Em setembro de 2017, Thiago assina contrato de um ano com o time de futebol libanês Tripoli SC para disputar o campeonato Lebanese Premier League. Seu primeiro jogo foi em 17 de setembro, com um gol do então camisa 11.[carece de fontes?]

### Iraque
No ano de 2018, o jogador é transferido para o Iraque, na área do Curdistão Iraquiano, para disputar o Campeonato Curdistanês de Futebol de 2018, onde vestindo a camiseta do Zeravani SC além de ser campeão e eleito o melhor jogador do campeonato, foi também o artilheiro do campeonato, com um total de 12 gols.
Logo ao término no campeonato juntou-se ao Erbil SC e fez história, subindo o time para a elite do futebol iraquiano ganhando também a bola e chuteira de ouro desse campeonato. 